# Nachala

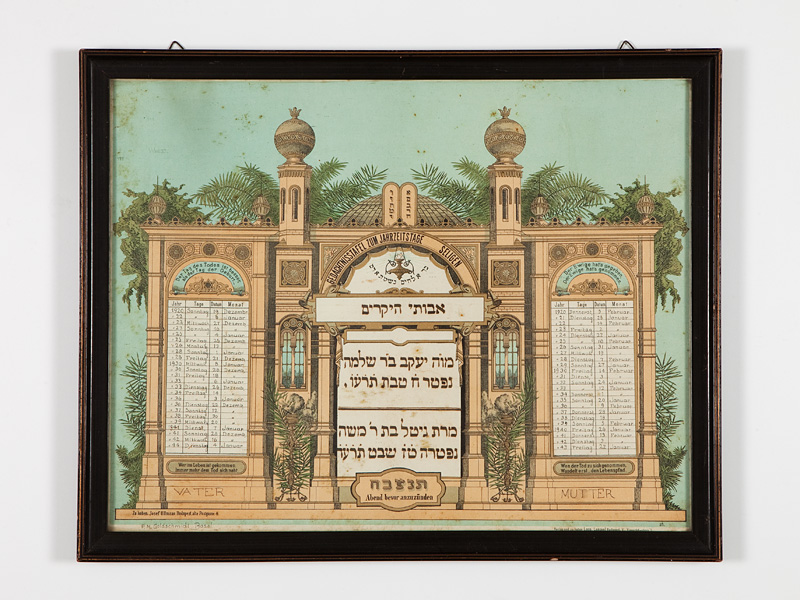
Jahrzeittafel, frühes 20. Jahrhundert, in der Sammlung des Jüdischen Museums der Schweiz.

Nachala (hebräisch נחלה Erbe, Vermächtnis) ist die Bezeichnung für den Gedenktag, an dem sich nach dem jüdischen Kalender der Todestag eines nahen Verwandten jährt. Umgangssprachlich sind zwei andere Bezeichnungen geläufig, nämlich „Jahrzeit“ (jiddisch יאָרצײַט) im aschkenasischen Raum und „Meldado“, ein Ladino-Wort, das im סְפָרַדִּים sefardischen  Judentum in Gebrauch ist. In einer Synagoge gibt es vielfach eine Gedenktafel für verstorbene Mitglieder, in der ein elektrisches Jahrzeitlicht am wiederkehrenden  Todestag brennt. Jahrzeittafeln werden sowohl in Synagogen wie auch im privaten Kontext genutzt. Dort wird das Sterbedatum einer Person (manchmal auch von zweien) nach dem jüdischen Kalender für die nächsten Jahre aufgelistet, diese dienen dann den Familien zur Übersicht, wann die nächste Jahrzeit sein wird. Meistens sind die Tafeln vorgedruckt und werden sekundär für eine Person adaptiert (Name und Sterbedatum). 
Das Begehen der Nachala ist die Erfüllung des Gebots der Ehrung von Vater und Mutter (4. Gebot), das selbst nach deren Tod weiterbesteht. Es ist ferner üblich, für Geschwister, Ehegatten, Kinder und weitere nahestehende Personen die Jahrzeit zu begehen. Zu diesem Anlass haben sich diverse מנהגים Minhagim, Bräuche, entwickelt. Hierzu gehört das Entzünden einer Jahrzeit- oder Seelenkerze, die am Vorabend des Jahrzeit-Tages entzündet wird und 24 Stunden lang brennen soll. Dieser Brauch beruht auf dem Vers „Ein Licht des Ewigen ist des Menschen Seele“ (Mischle 20,27), wobei Docht und Flamme bildlich für Körper und Seele des Menschen stehen. 

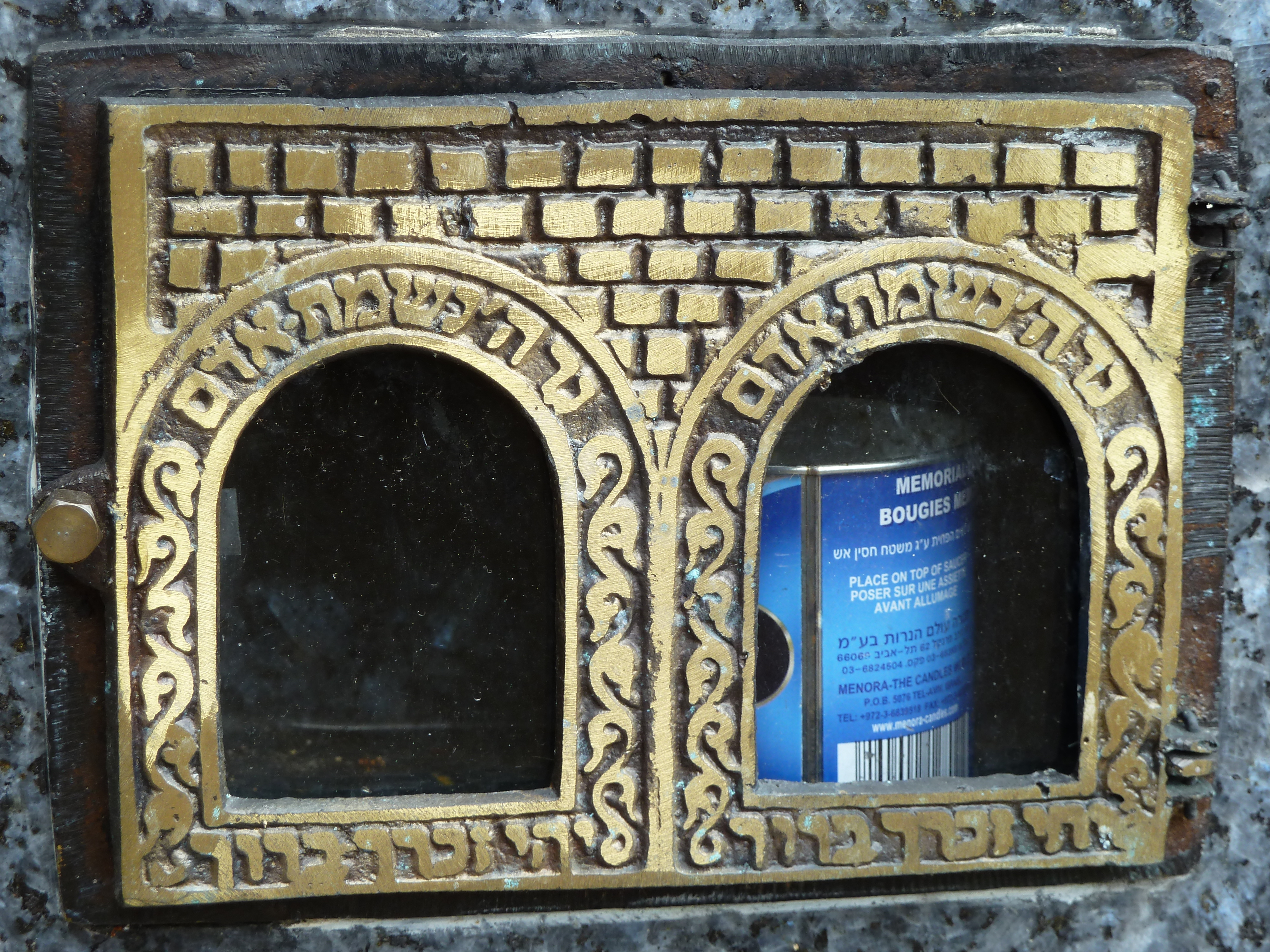
Jahrzeitkerze in einem Grabstein; Inschrift:

Derjenige, der für seine verstorbenen Verwandten betet, soll eine Synagoge besuchen, um im vorgeschriebenen Minjan, einem Quorum von mindestens zehn Juden, das Kaddisch laut aufzusagen. Ferner kann er dort das Schacharit (Morgengebet), das Mincha (Nachmittagsgebet) und das Ma’ariv (Abendgebet) beten. Es werden צְדָקָה Zedaka, Spenden für Bedürftige, im ehrenden Andenken an den Verstorbenen gegeben. Am Jahrestag des Todes des Verwandten wird sein Grab besucht, (wenn der Tag jedoch auf einen Schabbat oder Festtag fällt, am Tag zuvor oder danach). Auf dem Mazewa (מַצֵּבָה Grabstein) wird beim Besuch traditionell ein kleiner Stein abgelegt (in Erinnerung an die Grabsteinsetzung). In orthodoxen Kreisen wird an dem Tag gefastet oder zumindest auf Wein und Fleisch verzichtet.